# 民园西里
民园西里始建于1939年，坐落于当时的天津英租界科伦坡道（Colombo Road）（今和平区常德道25-39号），因建筑位于民园体育场西侧故名“民园西里”。该建筑目前是天津市和平区文物保护单位 和一般保护等级历史风貌建筑。民园西里现为天津市五大道区域的一处小型的现代艺术区。 

## 历史
民园西里始建于1939年，由华信工程司沈理源建筑师设计，济安公司施工，当时建成后主要面向启新洋灰公司、东亚毛纺厂和济安公司的中层及部分高级职员、知识分子，他们租赁民园西里作为他们的居所。该建筑在1976年唐山大地震中受到破坏，建筑结构存有安全隐患而且原来的配套设施已经不能满足住户居民的基本生活需求。因此，2009年5月，民园西里进行整修，在整修过程中，施工单位严格遵守《天津市历史风貌建筑保护图则》的相关规定，结合房屋技术鉴定和专家的论证意见，在对民园西里所有建筑的整修过程中本着“修旧如旧”的原则保留了建筑原有的多坡屋顶、外檐琉缸砖、内外檐门窗式样、内檐灰线式样、条形地板、趋脚板式样和木楼梯等建筑细节，经过整理修复成为五大道上的一处文化艺术街区对外开放。

## 建筑

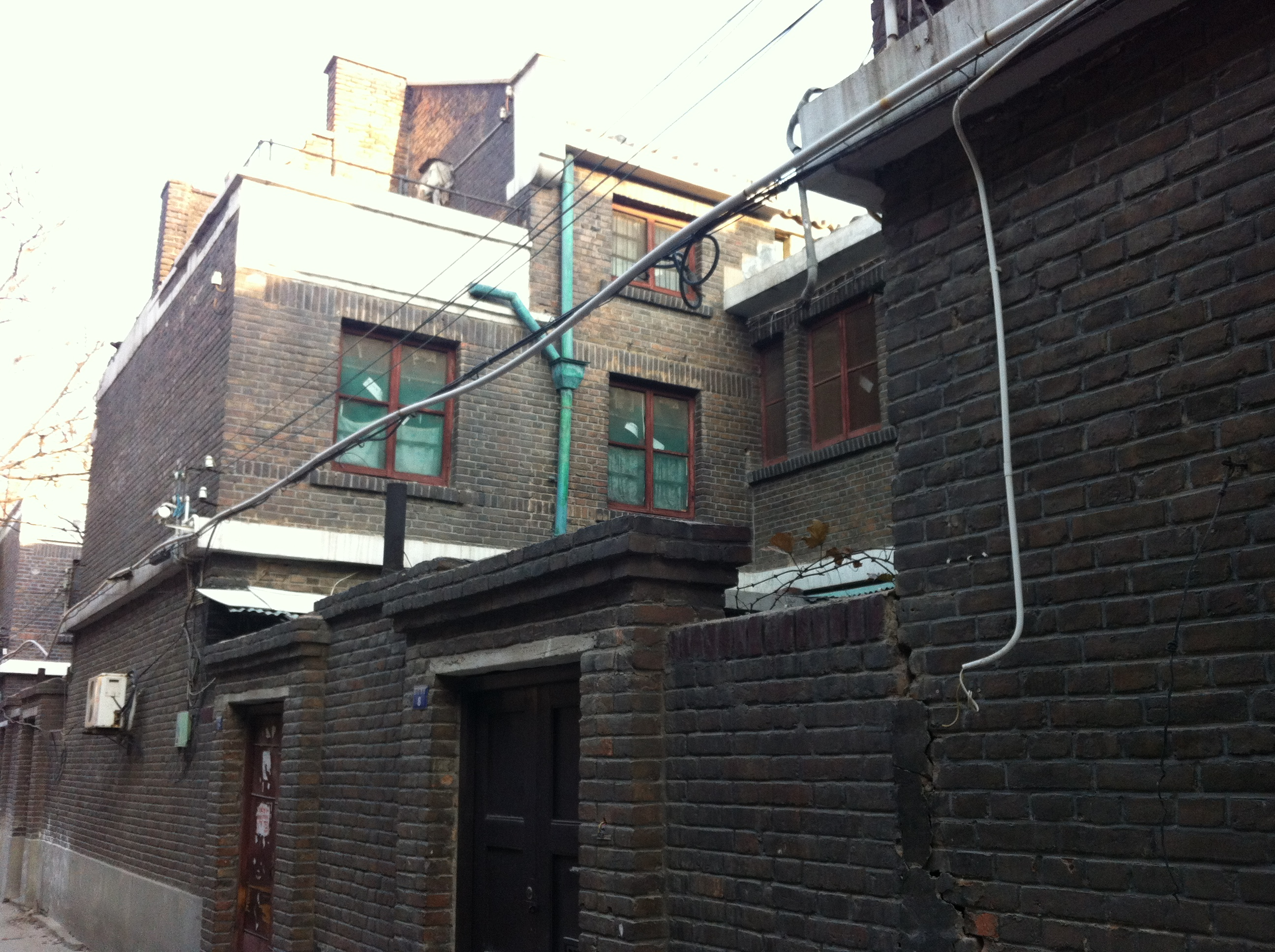
常德道民园西里1-9号

民园西里主要由两幢里弄式住宅组成，由17个分户单元联排组成，每个门自成院落并且连为一体。其中每栋建筑均为砖木混合结构二层楼房，局部为三层。建筑顶部为多坡大筒瓦屋顶，外立面为琉缸砖。每个单元为“凹”字形排列，其中突出的部分作为屋顶的露台，建筑入口设在凹进去的部分。建筑外围的院墙为墙垛砌筑，院门为深色金属门。 建筑内部均设有厨房、卫生间、起居室、卧室、佣人房、餐厅、储藏室，木地板等设施。

## 商铺和艺术机构
- 纽约Storefront建筑艺术画廊
- POP UP立体画廊
- 蕙壠沉香艺术博物馆
- 51精品酒店
- 31cups咖啡馆
- 艾玛酒窖
- LOMO相机展示体验馆
- 式博咨询
- SPOT国际广告公司
- 民园三三 Boutique Hotel
- Cafe Sambal马来西亚餐厅
- Bedbar 床吧
- 环球游报[7]

## 举办活动

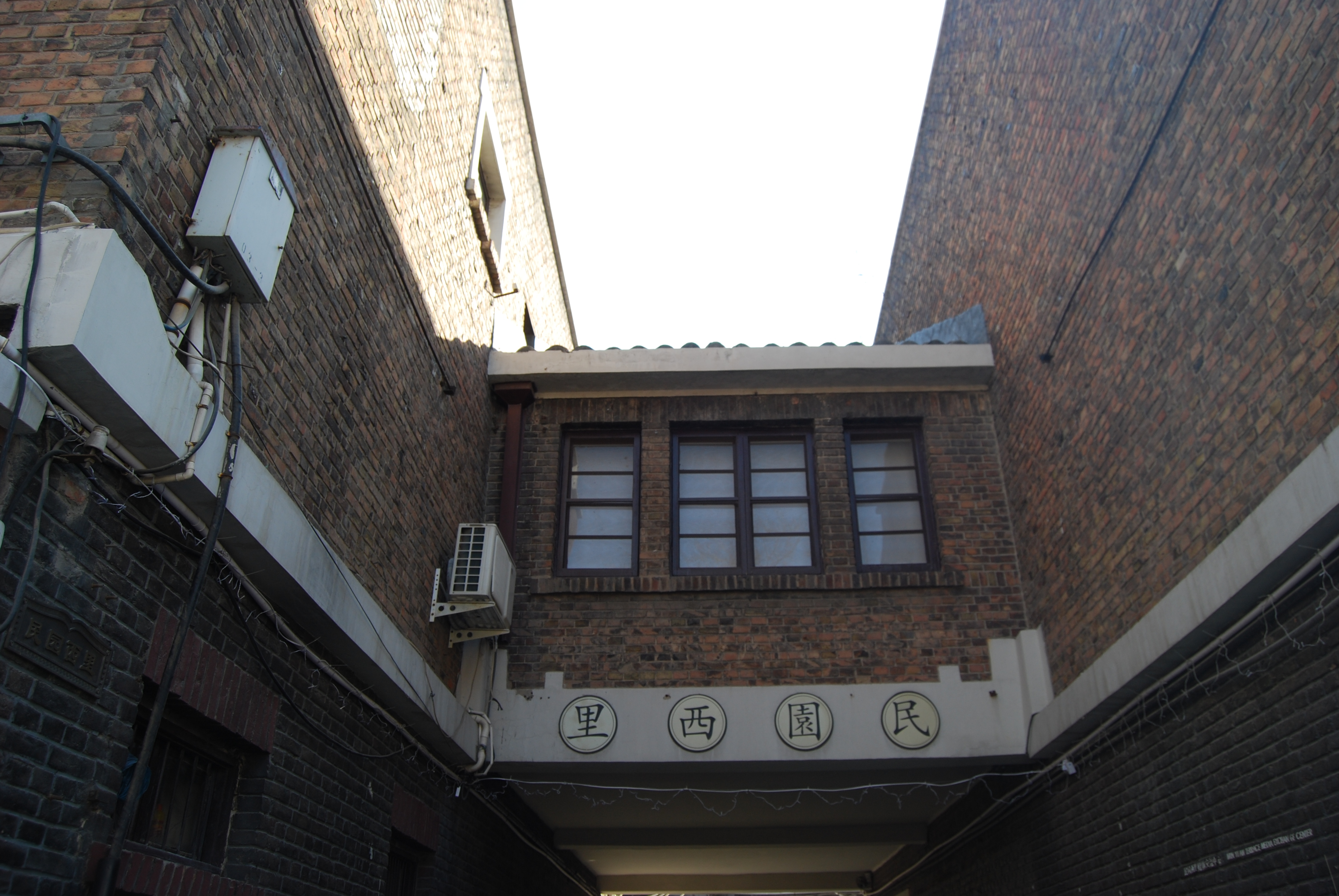
民园西里局部

- “Storefront建筑艺术画廊海报回顾展”[8]
- “Patrice Butler三地艺术家联展”[9]
- “爱上这座城”图片展，2009年9月29日至10月10日[10]
- “五大道老房子LOMO创意摄影展”，2009年10月16日至10月30日[11]
- “走近沉香”——沉香艺术鉴赏展，2009年10月16日至11月30日[12]
- “郑尧锦沉香艺术雕刻展”---于沉香艺术博物馆首展，2009年12月30日至2010年1月3日[13]
- “侯元超摄影展”，2010年9月29日至10月29日[14]
- “L.A.B.O.X艺术展”，2010年10月30日至11月底[15]
- “生发与表达”艺术展[16]

## 交通方式
- 天津公交：桂林路站：观光2路、951路、9路、845路、902路、831路[17]

## 内部链接
- 798艺术区